# Cyanine

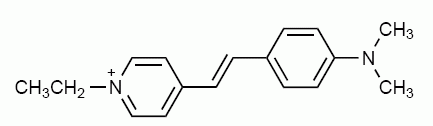
un exemple de cyanine.

Les cyanines sont le nom non-systématique d'une famille de marqueurs synthétiques appartenant au groupe des polyméthines. Les cyanines ont de nombreuses utilisations comme marqueurs fluorescents, particulièrement en imagerie biomédicale. Selon la structure, elles couvrent un spectre allant de l'IR à l'UV.
Les cyanines furent à l'origine utilisées, et le sont toujours, pour augmenter la gamme de sensibilité des absorptions de photons, i.e., pour augmenter la gamme de longueur d'onde qui formera une image sur le film. Les cyanines sont aussi utilisées dans les CD-R et DVD-R. Celles utilisées sont principalement de couleurs verte ou bleu clair, et sont chimiquement instables. Cela rend les cyanines incompatibles avec une utilisation d'archivage sur CD et DVD, étant donné qu'elles s'affaiblissent et deviennent illisibles après quelques années (cependant, de récents disques de cyanine contiennent un stabilisant qui ralentit significativement la détérioration du signal).
Les cyanines furent synthétisées pour la première fois il y a plus d'un siècle, et elles sont traitées dans un très grand nombre d'articles.

## Structure
il y a trois types de cyanines :

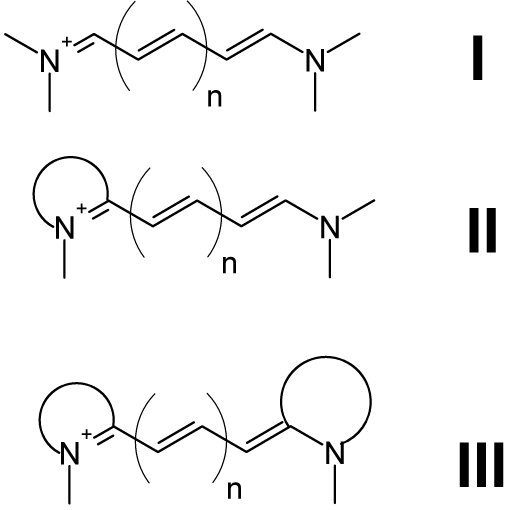
Les cyanines :
I = streptocyanines,
II = hémicyanines,
III = cyanines à chaîne fermée

- streptocyanines ou cyanines à chaîne ouverte :

R2N+=CH[CH=CH]n-NR2 (I)
- hémicyanines :

Aryl=N+=CH[CH=CH]n-NR2 (II)
- cyanines à chaîne fermée[1] :

Aryl=N+=CH[CH=CH]n-N=Aryl (III)
où 2 atomes d'azote sont liées par une chaîne de polyméthine. Chaque atome d'azote fait indépendamment partie d'un fragment hétérocyclique, tels que les pyrroles, les imidazoles, les thiazoles, les pyridines, les quinoléines, les indoles, les benzothiazoles, etc.

## Principales Cyanines et applications

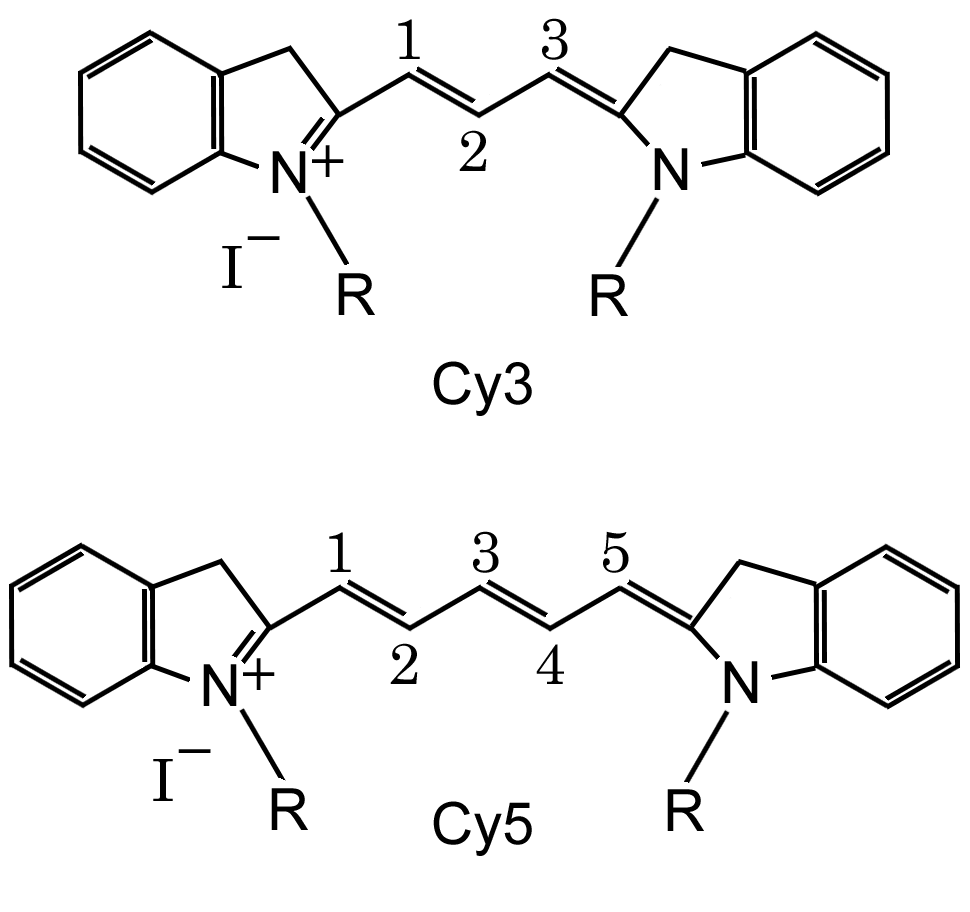
formule plane des cyanines Cy3 et Cy5.

Différentes familles de fluorophores Cyanine sont utilisés comme marqueur fluorescent, et comme sondes en analyse de biologie cellulaire. 
- Les Cyanines 3/5/7 sont des marqueurs fluorescents très populaires en sciences de la vie pour la visualisation, la détection ou la quantification biomolécules, entre autres, des acides nucléiques et des protéines. Ces cyanines sont habituellement synthétisées avec des groupes réactifs positionnés soit sur la chaîne latérale d'un des azotes, soit sur les deux chaînes latérales afin d'êtres liées chimiquement aux biomolécules in-vitro, puis utilisées in vitro (assays) ou in-vivo.

Le Cy3 apparait rouge à l’œil, mais absorbe des longueurs d'onde proches du vert (excitation à ~550 nm), avec une émission dans les jaunes ~570 nm). Le Cy5 apparait bleu turquoise à l'oeil, mais absorbe dans l'orange (~649 nm), et fluoresce dans le rouge lointain (~650⁄670 nm) . Le Cy3 et le Cy5 sont typiquement utilisés ensemble pour de la détection en 2 couleurs (orange et rouge lointain) dans diverses techniques (fluorimètres, imageurs, microscopes, ...) et modalités (fluorescence d’absorption, FRET, quenching, hairpin, etc.). Ils sont parfois combinés à un marqueur bleu (ex AMCA, PI) ou vert (ex FITC, plus brillant que le Cy2). 
Le Cy7 est utilisé lui notamment dans des applications d'imagerie in-vivo.  
Au delà de l'application première de marquage fluorescent, les cyanines servent une large variété d'applications biologiques incluant l'hybridation génomique comparative et les puces à ADN, qui sont utilisées en transcriptomique, et la protéomique et la localisation d'ARN.
- Les SulfoCyanine sont des dérivés plus hydrophiles (solubles dans l'eau) des marqueurs conventionnels Cy3/5/7 ci-dessus, utilisés aussi pour le marquage fluorescent des biomolécules.

- Les CarboCyanines: les DiI, DiD, DiO, DiR, DiA sont utilisés pour le marquage des membranes biologiques [6]. La série des DiOC à courte (DiOC2) ou longue chaine (DiOC6) mesure plus le potentiel membranaire [7].
- Les IndoCyanines: l'indocyanine green (ICG) est un indicateur fluorescent utilisé en angiographie (cardiologique, circulatoire, hépatique, ophtalmique) [8].

- Les Mérocyanine (en) utiles pour mesurer le potentiel membranaire

### Caractéristiques spectrales (série des Cy3/5/7)
Les Cy3 et Cy3.5 sont des fluorophores émettant dans le spectre orange-rouge. 

Les Cy5 et Cy5.5 sont des fluorophores émettant dans le spectre rouge profond à infrarouge. 

Les Cy7 et Cy7.5 sont des fluorophores émettant dans le spectre infrarouge lointain. 

| Fluorophore | Ex (nm)   | Em (nm)   | MW   | Quantum yield |
| ----------- | --------- | --------- | ---- | ------------- |
| Cy2         | 489       | 506       | 714  | QY 0.12       |
| Cy3         | (512);550 | 570;(615) | 767  | QY 0.15       |
| Cy3B        | 558       | 572;(620) | 658  | QY 0.67       |
| Cy3.5       | 581       | 594;(640) | 1102 | QY 0.15       |
| Cy5         | (625);650 | 670       | 792  | QY 0.27       |
| Cy5.5       | 675       | 694       | 1128 | QY 0.28       |
| Cy7         | 743       | 767       | 818  | QY 0.28       |

Ex (nm): Longueur d'onde d'éxcitation en nanomètres 

Em (nm): Longueur d'onde d'émission nanomètres 

MW: Masse moléculaire (Molecular Weight(en)) 

QY: Rendement quantique (Quantum Yield (en)) 

### Alternatives aux marqueurs Cy
Alexa Fluor dyes, FluoProbes dyes (en), Dylight, Seta dyes, SeTau dyes, SRfluor dyes et Square dyes peuvent être substitués aux cyanines dans la plupart des applications.